# 拉爾巴納特伊拉森

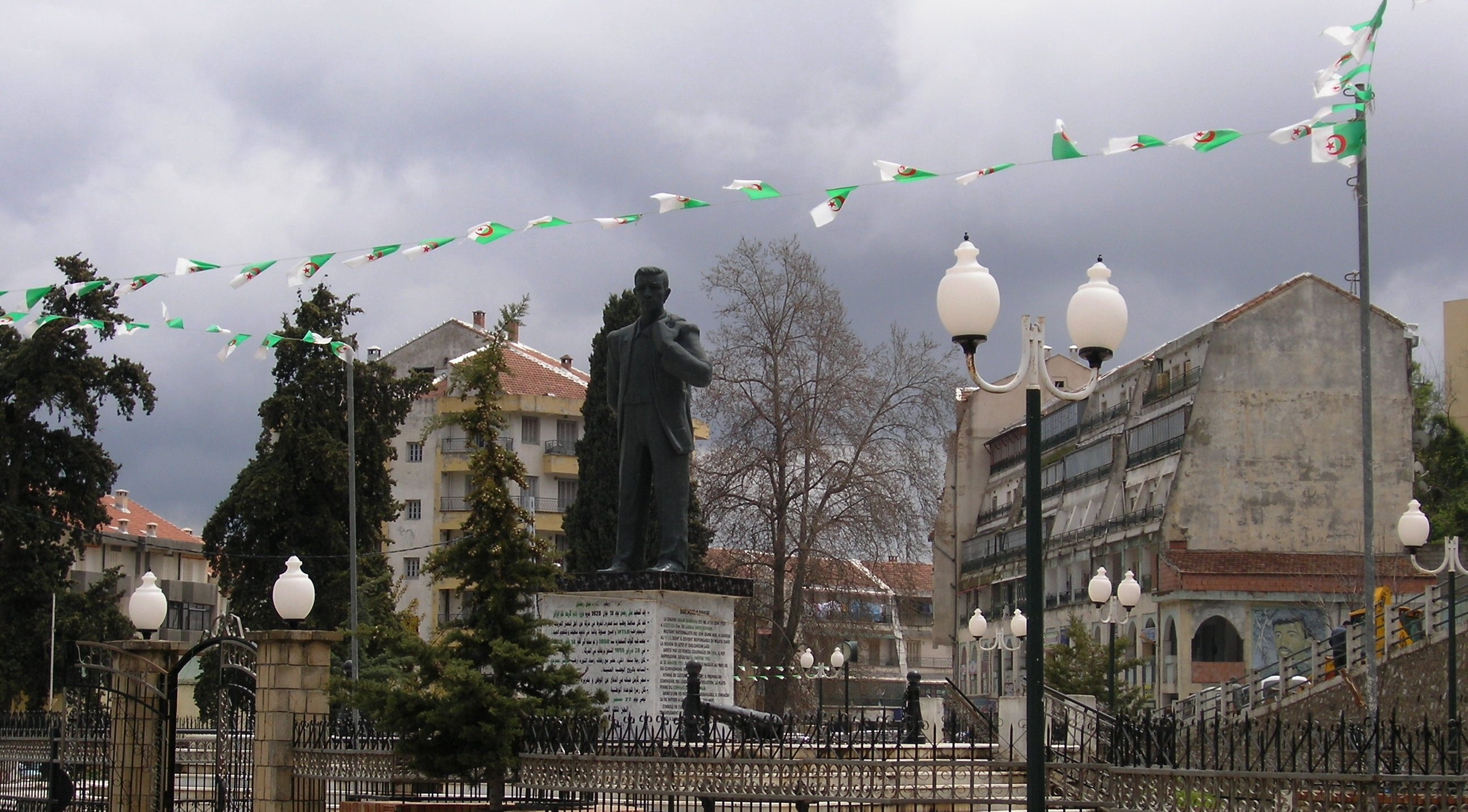

36°38′12″N 4°12′24″E / 36.63667°N 4.20667°E
拉爾巴納特伊拉森（阿拉伯语：‎），是阿爾及利亞的城鎮，位於該國北部，由提濟烏祖省負責管轄，是拉爾巴納特伊拉森區的首府，面積39平方公里，海拔高度937米，2008年人口29,376，人口密度每平方公里748人。